# Ropalidia ducalis
Ropalidia ducalis är en getingart som först beskrevs av Henri Saussure 1900.  Ropalidia ducalis ingår i släktet Ropalidia och familjen getingar. Inga underarter finns listade i Catalogue of Life.